# Anthophora semicinerea
Anthophora semicinerea är en biart som beskrevs av Dours 1869. Anthophora semicinerea ingår i släktet pälsbin, och familjen långtungebin. Inga underarter finns listade i Catalogue of Life.